# فهرست پرچم‌ها بر پایه ترکیب رنگ
این یک فهرست پرچم‌ها بر پایه ترکیب رنگ است.

## زرد
|  |

زرد
- انکوریج
- مسووویتسه

#### زرد و سفید
|  |  |

- بوتان
- هانوفر (1837–1866)
- کنجژن-کوژله,
- سلطنت مملوک (مصر) (1250–1517)
- استان ناگانو
- سانفرانسیسکو
- سولاوسی
- واتیکان

#### زرد و سفید و سیاه
|  |  |  |

- بالتیمور
- استان سیلزی سفلی
- پراک
- تارنووسکیه گوره

#### زرد و سفید و سیاه و قرمز
|  |  |  |  |

- باکینگهام‌شر
- برونئی
- مصر
- برابانت فلاندر
- کانتون گلاروس
- استان لهستان بزرگ
- استان لوبلین
- مریلند
- پاپوآ گینهٔ نو
- سرتوخن‌بوس

## آبی

### آبی و سفید
|  |  |

- فنلاند
- یونان
- اسکاتلند
- سان مارینو
- سومالی
- السالوادور
- نیکاراگوئه
- هندوراس
- آرنهم
- باسیلیکاتا
- بایرن
- استان فوکوئی
- استان فوکوئوکا
- استان هیوگو
- استان ایباراکی
- استان ایشیکاوا
- اسرائیل
- کنتاکی
- کره (کشور)
- لوئیزیانا
- جنوبگان
- آلملو
- آرلن (بلژیک)
- اشدود
- جمهوری آلتایی
- آسن
- ایالات فدرال میکرونزی
- استان اوساکا
- استان کبک
- سانتاندر
- شتلند
- استان شیگا
- کارولینای جنوبی
- تنریفه
- استان توتوری
- سازمان ملل متحد
- استان واکایاما
- استان یاماگاتا
- ویرجینیا
- سیسکی
- ایالت چوک
- هیوستون
- کوسرائی
- لوئیزیانا
- کانتون لوتسرن
- مینیاپولیس
- استان ناگاساکی

#### آبی، سفید و نارنجی
|  |  |  |

- جزایر مارشال

#### آبی، سفید و سیاه
|  |  |  |

- بوتسوانا
- استونی

### آبی و زرد
|  |  |

- قزاقستان
- پالائو
- سوئد
- اوکراین

### آبی، زرد و سفید
|  |  |  |

- آرژانتین
- بوسنی و هرزگوین
- اروگوئه

### آبی، زرد سیاه
|  |  |  |

- باهاما
- باربادوس

### آبی، زرد، سفید و سیاه
|  |  |  |  |

- سنت لوسیا

## آبی و قرمز
قرمز، زرد
|  |  | bgcolor="or |

- ارمنستان

### قرمز، سفید و آبی
|  |  |  |

- استرالیا
- کامبوج
- شیلی
- کاستاریکا
- کوبا
- جمهوری چک
- جمهوری دومینیکن
- جزایر فارو
- فرانسه
- ایسلند
- لائوس
- لیبریا
- لوکزامبورگ
- نپال
- هلند
- نیوزیلند
- کره شمالی
- نروژ
- پاناما
- پاراگوئه
- پورتوریکو
- روسیه
- اسلواکی
- اسلوونی
- تایلند
- بریتانیا
- ایالات متحده آمریکا
- فریسلاند

### آبی، قرمز و زرد
|  |  |  |

- آندورا
- مولدووا
- رومانی
- چاد
- جمهوری دموکراتیک کنگو
- کلمبیا
- ونزوئلا
- اکوادور

#### آبی، قرمز، زرد و سیاه
|  |  |  |  |

- لیختن‌اشتاین

#### آبی، سفید، سیاه و قرمز
|  |  |  |  |

- کره جنوبی

### آبی، قرمز، زرد و سفید
|  |  |  |  |

- مالزی
- فیلیپین
- صربستان

آبی، سفید، سبز، صورتی، زرد و قرمز
- اسپانیا

#### آبی، قرمز، زرد، سفید و سیاه
|  |  |  |  |  |

- کرواسی

## سفید
سفید و سیاه
- افغانستان

سفید و نارنجی
- | استان | ناگانو |

## قرمز

### قرمز و سیاه
|  |  |

- آلبانی

### قرمز و سفید
|  |  |

- اتریش
- بحرین
- کانادا
- دانمارک
- انگلستان
- گرجستان
- گرینلند
- هنگ کنگ
- اندونزی
- ژاپن
- لتونی
- موناکو
- لهستان
- سوئیس
- سنگاپور
- ترکیه
- تونس
- پرو
- قطر
- مادرید (بخش خودمختار)
- دبی

#### قرمز، سفید، سیاه و خاکستری
|  |  |  |  |

- مالت

#### قرمز، سفید و نارنجی
|  |  |  |

#### قرمز، سفید و سیاه
|  |  |  |

- ترینیداد و توباگو
- یمن

### قرمز و زرد
|  |  |

- چین
- قرقیزستان
- مقدونیه شمالی
- مونته‌نگرو
- ویتنام

#### قرمز، زرد و سیاه
|  |  |  |

- آنگولا
- بلژیک
- آلمان

#### قرمز، زرد، سفید و سیاه
|  |  |  |  |

- برونئی
- مصر
- تیمور شرقی
- پاپوآ گینه نو

#### قرمز، زرد، خاکستری، سفید و سیاه
|  |  |  |  |  |

- اوگاندا

## قرمز و سبز

#### قرمز و سبز
|  |  |

- مراکش
- بنگلادش

#### قرمز، سبز و سیاه
|  |  |  |

- مالاوی

#### سبز، سفید و قرمز
|  |  |  |

- ایران
- مکزیک
- ایتالیا
- لبنان
- مجارستان
- ولز
- تاجیکستان
- عمان
- ماداگاسکار
- بلاروس
- مالدیو
- بلغارستان
- بوروندی
- الجزایر
- آبخاز
- تاتارستان
- سانتا کاتارینا
- سرزمین باسک (منطقه خودمختار)
- اینگوشتیا
- نوردراین-وستفالن
- پادشاهی ایتالیا (۱۹۴۶–۱۸۶۱)

#### قرمز، سبز، سیاه و نارنجی سفید
|  |  |  |  |

- زامبیا
- سودان
- سوریه
- امارات متحده عربی

#### قرمز، سبز و زرد
|  |  |  |

- بنین
- بولیوی
- بورکینافاسو
- کامرون
- جمهوری کنگو
- گرنادا
- گینه
- لیتوانی
- مالی
- سنگال

#### قرمز، سبز، زرد و سیاه
|  |  |  |  |

- غنا
- گینه بیسائو
- سائوتومه و پرنسیپ
- وانواتو

#### قرمز، سبز، زرد و نارنجی
|  |  |  |  |

- سری‌لانکا

#### قرمز، سبز، زرد و سفید
|  |  |  |  |

- سورینام
- تاجیکستان
- توگو
- ترکمنستان
- اقلیم کردستان عراق

#### قرمز، سبز، زرد، سفید و سیاه
|  |  |  |  |  |

- گویان
- موزامبیک
- سنت کیتس و نویس
- زیمبابوه

#### قرمز، سبز، زرد، سفید، سیاه و بنفش
|  |  |  |  |  |  |

- دومینیکا

==قرمز و آبی

## سبز
|  |

- لیبی

### سبز و سفید
|  |  |

- نیجریه
- جزیره نورفک
- پاکستان
- عربستان سعودی

### سبز، سفید و قرمز
|  |  |  |

- ایران
- ایتالیا
- بلغارستان
- مجارستان
- ماداگاسکار

- مکزیک
- عمان
- تاجیکستان

- ولز

#### سبز، سفید و نارنجی
|  |  |  |

- ساحل عاج
- جمهوری ایرلند
- نیجر

### سبز و زرد
|  |  |

- موریتانی

#### سبز، زرد و سیاه
|  |  |  |

- جامائیکا

#### سبز، زرد و قهوه‌ای
|  |  |  |

- جزایر کوکوس

### سبز، زرد و سفید
|  |  |  |

- قبرس
- ماکائو

## آبی و سبز

### آبی، سبز و سفید
|  |  |  |

- سیرالئون

#### آبی، سبز، سفید و سیاه
|  |  |  |  |

- لسوتو

#### آبی، سبز، سفید و نارنجی
|  |  |  |  |

- هند

### آبی، سبز و زرد
|  |  |  |

- جزیره کریسمس
- گابن
- رواندا
- سنت وینسنت و گرنادین‌ها

#### آبی، سبز، زرد و سیاه
|  |  |  |  |

- تانزانیا

### آبی، سبز، زرد و سفید.
|  |  |  |  |

- برزیل
- جزایر سلیمان

## آبی، سبز و قرمز

### آبی، سبز، قرمز و سفید
|  |  |  |  |

- جمهوری آذربایجان
- جیبوتی
- گامبیا
- ازبکستان

### آبی، سبز، قرمز و زرد
|  |  |  |  |

- اریتره
- اتیوپی
- موریس
- مونته‌نگرو

### آبی، سبز، قرمز، زرد، سیاه و قهوه ای
|  |  |  |  |  |  |

- مولدووا

### آبی، سبز، قرمز، زرد و سفید
|  |  |  |  |  |

- جمهوری آفریقای مرکزی
- کومور
- نامیبیا
- سیشل

### آبی، سبز، قرمز، زرد، سفید و سیاه
|  |  |  |  |  |  |

- جزایر کیمن
- جمهوری دومینیکن
- هائیتی
- پرتغال
- آفریقای جنوبی
- جزایر ویرجین ایالات متحده

### آبی٬سبز٬قرمز٬زرد٬سفید٬سیاه و قهوه ای
|  |  |  |  |  |  | bgcolor="brown" |

- بلیز
- گینه استوایی
- فیجی
- گوآم
- گواتمالا
- سینت هلینا